# Das Geheimnis des Flusses
Das Geheimnis des Flusses (Originaltitel: El secreto del río) ist eine mexikanische Dramaserie, die von Alberto Barrera geschaffen wurde. Die Serie wurde am 9. Oktober 2024 weltweit auf Netflix veröffentlicht.

## Handlung
Als ein neu zugezogenes Kind sich mit einem einheimischen Jungen in einem kleinen mexikanischen Dorf anfreundet, entwickelt sich zwischen den beiden eine außergewöhnliche Freundschaft. Ein dunkles Geheimnis aus Kindertagen und ein Trauma verbindet seit jeher die Schicksale beider. 20 Jahre später droht die Vergangenheit sie einzuholen.

## Besetzung und Synchronisation
Die deutschsprachige Synchronisation entstand nach den Dialogbüchern von Martin Cichy und Sandra Keding sowie unter der Dialogregie von Elke Weber-Moore durch die Synchronfirma EVA Studios Germany in Berlin.
| Rolle                  | Schauspieler            | Synchronsprecher         |
| ---------------------- | ----------------------- | ------------------------ |
| Sicarú                 | Trinidad González       | Flavia Vinzens           |
| Sicarú / Manuel (jung) | Frida Sofía Cruz        | Jakob Gisbertz           |
| Erik                   | Diego Calva             | Tim Knauer               |
| Erik (jung)            | Mauro Guzmán            | Karl Alwin Solvik        |
| Paulina                | Yoshira Escárrega       | Elisa Bannat             |
| Paulina (jung)         | Lisa Rivas Avalos       | Asya Tolaz               |
| Braulio                | Jero Medina             | Dennis Herrmann          |
| Braulio (jung)         | Jorge Briseño           | Mika Hinz                |
| Rafaela                | Mercedes Hernández      | Juana von Jascheroff     |
| Luisa                  | Iazua Larios            | Magdalena Helmig         |
| Ámbar                  | Nova Coronel            | Claudia Urbschat-Mingues |
| Solange                | La Bruja de Texcoco     | Philippa Jarke           |
| Jacinto                | Jorge A. Jiménez        | Vlad Chiriac             |
| Ana                    | Teté Espinoza           | Janin Stenzel            |
| Orlando                | Humberto Busto          | Armin Schlagwein         |
| Sergio                 | Fernando Cuautle        | Henning Nöhren           |
| Carmen                 | Vicky Araico            | Cornelia Waibel          |
| Vincente               | Alejandro Monteros      | Leon Stiehl              |
| Doña María             | Norma Márquez           | Larissa Koch             |
| Pedro                  | Pedro Hernández         | Florian Hoffmann         |
| Adrián                 | Romanni Villicaña       | Michel Diercks           |
| Marina                 | Lady Kero               | Roland Wolf              |
| Doris                  | Lú Lopra                | Alice Bauer              |
| Felipe                 | David Montalvo          | Sebastian Kluckert       |
| Gutiérrez              | Carlos Patrick Casanova | Sebastian Kaufmane       |
| Alejandro              | Saak                    | Rafael Albert            |
| Silvia                 | Giselle Kuri            | Muriel Bielenberg        |
| Camila                 | Gabriela Cartol         | Anna Amalie Blomeyer     |
| Emiliano / Emi         | Kaarlo Isaac            | Harrison Duffy           |

## Episodenliste
| Nr.                                                                         | Deutscher Titel                | Originaltitel                   | Regie             | Drehbuch        |
| --------------------------------------------------------------------------- | ------------------------------ | ------------------------------- | ----------------- | --------------- |
| 1                                                                           | Das Geheimnis                  | El secreto                      | Ernesto Contreras | Alberto Barrera |
| 2                                                                           | Erzähl's niemandem             | No se lo digas a nadie          | Ernesto Contreras | Alberto Barrera |
| 3                                                                           | Nicht alle Lügen sind schlecht | A veces las mentiras son buenas | Alba Gil          | Alberto Barrera |
| 4                                                                           | Für immer zusammen             | Para siempre juntos             | Alba Gil          | Alberto Barrera |
| 5                                                                           | Sicarú                         | Sicarú                          | Ernesto Contreras | Alberto Barrera |
| 6                                                                           | Der Scheideweg                 | La encrucijada                  | Alejandro Zuno    | Alberto Barrera |
| 7                                                                           | Wieder zusammen                | El reencuentro                  | Alejandro Zuno    | Alberto Barrera |
| 8                                                                           | Tausend Mal Liebe              | Mil amores                      | Ernesto Contreras | Alberto Barrera |
| Am 9. Oktober 2024 wurden alle Folgen der Serie bei Netflix veröffentlicht. |                                |                                 |                   |                 |